# Ruder-Bundesliga Saison 2016
Die Ruder-Bundesliga Saison 2016 ist die achte Saison der Ruder-Bundesliga. Sie dauert von Ende Mai bis September und bestand aus insgesamt vier Renntagen. Insgesamt meldeten 8 Mannschaften für die 1. und 14 Mannschaften für die 2. Bundesliga der Männer, bei den Frauen meldeten 11 Mannschaften. Meister bei den Männern wurde zum achten Mal der Crefelder Ruder-Club, bei den Frauen das Team Red des Melitta-Achter Minden. Den Aufstieg in der 2. Bundesliga sicherten sich der Sparkasse Gießen-Achter und der Debütant Köpenick-Achter, nachdem der Hannoverscher Ruder-Club bis zum letzten Renntag die Tabelle angeführt hatte.

## Modus
An jedem Rennwochenende rudern die Achter jeder Liga in einem Zeitfahren, in dem alle Mannschaften die Distanz gegen die Uhr absolvieren. Nach den Ergebnissen dieser sogenannten Time-Trials werden die Paarungen für die folgenden Achtelfinals gesetzt. Die Endrunde besteht aus Achtel-, Viertel-, Halb- und Finalrennen, die im K.-o.-System ausgetragen werden. Jede Platzierung wird ausgefahren, um den Mannschaften Punkte zuteilen zu können. Der Sieger eines Rennwochenendes gewinnt z. B. bei einer Liga mit 16 Mannschaften 16 Punkte, jedes weiter platzierte Boot einen Punkt weniger. Aus der Addition der gewonnenen Punkte jedes Vereinsbootes an den Rennwochenenden resultieren die Tabellenstände in den einzelnen Ligen.

## Teilnehmer

### 1. Bundesliga Männer
Die 8 Teilnehmer an der 1. Ruder-Bundesliga der Männer, mit den 2 Aufsteigern der Vorsaison: WurzenAchter und 78-Achter Berlin.
| Teamname                | Verein/e                                                           | Stadt               | Trainingsgewässer                    |
| ----------------------- | ------------------------------------------------------------------ | ------------------- | ------------------------------------ |
| Crefelder Ruder-Club    | Crefelder Ruder-Club 1883                                          | Krefeld             | Elfrather See                        |
| Germania-Achter         | Frankfurter Rudergesellschaft Germania 1869                        | Frankfurt am Main   | Main                                 |
| Emscher-Hammer          | Ruderverein Emscher Wanne-Eickel Herten Ruderclub Hamm von 1890    | Herne Hamm          | Rhein-Herne-Kanal Datteln-Hamm-Kanal |
| Sprintteam Mülheim      | Rennrudergemeinschaft Mülheim-Ruhr                                 | Mülheim an der Ruhr | Ruhr                                 |
| Allemannia-Achter I     | Ruder-Club Allemannia von 1866                                     | Hamburg             | Außenalster                          |
| Suntree Hamburg Achter  | Ruder-Club Favorite Hammonia Der Hamburger und Germania Ruder Club | Hamburg             | Alster                               |
| WurzenAchter            | Wurzener Rudervereinigung Schwarz-Gelb                             | Wurzen/Bennewitz    | Mulde                                |
| 78er DWB-HOLDING Achter | Ruderverein Berlin von 1878                                        | Berlin              | Stößensee                            |

### 1. Bundesliga Frauen
Die 11 Teilnehmer an der 1. Ruder-Bundesliga der Frauen.
| Teamname                         | Verein/e                                                       | Stadt             | Trainingsgewässer                 |
| -------------------------------- | -------------------------------------------------------------- | ----------------- | --------------------------------- |
| Crefelder Ruder-Club             | Crefelder Ruder-Club 1883                                      | Krefeld           | Elfrather See                     |
| Hansa-Sprinter                   | Ruder-Gesellschaft Hansa                                       | Hamburg           | Alster                            |
| Melitta-Achter Minden „Team Red“ | Bessel Ruder-Club Minden RV Münster                            | Minden Münster    | Weser Mittellandkanal             |
| Lübeck Achter                    | Lübecker Rudergesellschaft von 1885 Lübecker Frauen-Ruder Klub | Lübeck            | Elbe-Lübeck-Kanal                 |
| HavelQueen-Achter                | Ruder-Club Potsdam Ruder-Club Tegel 1886                       | Potsdam Berlin    | Templiner See                     |
| EURALIS Flotte Deerns Hamburg    | Hamburger Ruderinnen-Club                                      | Hamburg           | Alster                            |
| Brüder-Grimm-Achter Hanau        | Hanauer Ruderclub Hassia Hanauer Rudergesellschaft             | Hanau             | Main                              |
| Salzkristall-Achter Bernburg     | Bernburger Ruderclub                                           | Bernburg (Saale)  | Saale                             |
| JKU Wiking Linz                  | Ruderverein Wiking Linz RV Ister Linz                          | Linz              | Regattastrecke Ottensheim (Donau) |
| Germania-Frauen-Achter           | Frankfurter Rudergesellschaft Germania 1869                    | Frankfurt am Main | Main                              |
| Ruhr-Achter Essen-Kettwig        | Kettwiger Rudergesellschaft Ruderriege ETuF Essen              | Essen             | Ruhr                              |

### 2. Bundesliga Männer
Die 14 Teilnehmer an der 2. Ruder-Bundesliga der Männer.
| Teamname                           | Verein/e                                                       | Stadt               | Trainingsgewässer     |
| ---------------------------------- | -------------------------------------------------------------- | ------------------- | --------------------- |
| Sparkasse-Hameln-Weserbergland-8er | Ruderverein „Weser“ Hameln                                     | Hameln              | Weser                 |
| Hannoverscher Ruder-Club           | Hannoverscher Ruder-Club 1880                                  | Hannover            | Maschsee              |
| Ruder-Club Witten Achter           | Ruder-Club Witten                                              | Witten              | Ruhr                  |
| Salzland-Achter                    | Bernburger Ruderclub                                           | Bernburg (Saale)    | Saale                 |
| Allemannia-Achter II               | Ruder-Club Allemannia von 1866                                 | Hamburg             | Außenalster           |
| Bremen Erleben! – Achter           | Bremer Ruderverein von 1882 Bremer Sport-Club                  | Bremen              | Weser                 |
| Fari-Achter Hamburg                | Ruder-Club Favorite Hamburg                                    | Hamburg             | Alster                |
| DHfK Leipzig-Sparkassen-Achter     | SC DHfK Leipzig                                                | Leipzig             | Elster-Saale-Kanal    |
| Sparkasse Gießen-Achter            | Gießener Rudergesellschaft 1877 Gießener Ruderclub Hassia 1906 | Gießen              | Lahn                  |
| Melitta-Achter Minden „Team Black“ | Bessel Ruder-Club Minden                                       | Minden              | Weser Mittellandkanal |
| Köpenick-Achter                    | SC Berlin-Köpenick                                             | Berlin              | Spree                 |
| Rhein-Ruhr-Sprinter                | Duisburger RV RC Germania Düsseldorf                           | Duisburg Düsseldorf | Regattabahn Duisburg  |
| Münster-Achter                     | RV Münster Akademischer Ruder-Club zu Münster                  | Münster             | Dortmund-Ems-Kanal    |
| Waldsee 8er                        | RV Waldsee                                                     | Bad Waldsee         | Stadtsee Bad Waldsee  |

## Abschlusstabellen

### 1. Bundesliga Männer
| Rang | Verein                      | T1 | T2 | T3 | T4 | T5 | Punkte |
| ---- | --------------------------- | -- | -- | -- | -- | -- | ------ |
| 01.  | Crefelder Ruder-Club (M)    | 8  | 8  | 8  | 8  | 7  | 39     |
| 02.  | Sprintteam Mülheim          | 7  | 5  | 6  | 6  | 5  | 29     |
| 03.  | Emscher-Hammer              | 2  | 7  | 4  | 7  | 8  | 28     |
| 04.  | Germania-Achter             | 3  | 6  | 7  | 4  | 4  | 24     |
| 05.  | 78er DWB-HOLDING Achter (N) | 4  | 4  | 1  | 5  | 6  | 20     |
| 06.  | Allemannia-Achter I         | 5  | 3  | 5  | 2  | 2  | 17     |
| 07.  | Suntree Hamburg Achter      | 6  | 2  | 3  | 1  | 1  | 13     |
| 08.  | WurzenAchter (N)            | 1  | 1  | 2  | 3  | 3  | 10     |

#### Legende
| Farbe | Qualifikation                                    |
| ----- | ------------------------------------------------ |
|       | Deutscher Liga-Champion, ROWING Champions League |
|       | ROWING Champions League                          |
|       | Abstieg in die 2. Ruder-Bundesliga               |
| (M)   | Liga-Champion der Vorsaison                      |
| (N)   | Neuaufsteiger der letzten Saison                 |

### 1. Bundesliga Frauen
| Rang | Verein                       | T1 | T2 | T3 | T4 | T5 | Punkte |
| ---- | ---------------------------- | -- | -- | -- | -- | -- | ------ |
| 01.  | Melitta-Achter Minden (Red)  | 10 | 11 | 9  | 11 | 10 | 51     |
| 02.  | Crefelder Ruder-Club         | 11 | 8  | 11 | 10 | 7  | 47     |
| 03.  | Lübeck Achter                | 6  | 10 | 7  | 9  | 11 | 43     |
| 04.  | Brüder-Grimm-Achter Hanau    | 7  | 9  | 10 | 4  | 9  | 39     |
| 05.  | Ruhr-Achter Essen-Kettwig    | 9  | 6  | 5  | 8  | 8  | 36     |
| 06.  | Hansa-Sprinter               | 8  | 5  | 8  | 6  | 6  | 33     |
| 07.  | JKU Wiking Linz              | 5  | 4  | 3  | 7  | 5  | 24     |
| 08.  | Salzkristall-Achter Bernburg | 4  | 7  | 4  | 3  | 3  | 21     |
| 09.  | Havel-Queen-Achter           | 2  | 3  | 6  | 5  | 2  | 18     |
| 10.  | Flotte Deerns Hamburg        | 3  | 2  | 2  | 2  | 4  | 13     |
| 11.  | Germania-Frauen-Achter       | 1  | 1  | 1  | 1  | 1  | 5      |

#### Legende
| Farbe | Qualifikation                                    |
| ----- | ------------------------------------------------ |
|       | Deutscher Liga-Champion, ROWING Champions League |
|       | ROWING Champions League                          |

### 2. Bundesliga Männer
| Rang | Verein                         | T1 | T2 | T3 | T4 | T5 | Punkte |
| ---- | ------------------------------ | -- | -- | -- | -- | -- | ------ |
| 01.  | Sparkasse Gießen-Achter        | 14 | 12 | 10 | 12 | 12 | 60     |
| 02.  | Köpenick-Achter                | 10 | 11 | 14 | 11 | 10 | 56     |
| 03.  | Melitta-Achter Minden (Black)  | 6  | 10 | 9  | 14 | 14 | 53     |
| 04.  | Hannoverscher Ruder-Club       | 11 | 13 | 13 | 13 | 2  | 52     |
| 05.  | Ruder-Club Witten Achter       | 8  | 9  | 11 | 10 | 8  | 46     |
| 06.  | Salzland-Achter                | 12 | 6  | 6  | 8  | 13 | 45     |
| 07.  | Sparkasse-Weserbergland-Achter | 13 | 14 | 2  | 6  | 7  | 42     |
| 08.  | Allemannia-Achter II           | 7  | 8  | 8  | 2  | 11 | 36     |
| 09.  | Rhein-Ruhr-Sprinter            | 2  | 7  | 12 | 5  | 3  | 29     |
| 10.  | Bremen Erleben! – Achter       | 9  | 4  | 1  | 9  | 6  | 29     |
| 11.  | Waldsee 8er                    | 5  | 3  | 3  | 4  | 9  | 24     |
| 12.  | Münster-Achter (A)             | 1  | 5  | 5  | 3  | 5  | 19     |
| 13.  | Fari-Achter Hamburg            | 4  | 2  | 7  | 1  | 4  | 18     |
| 14.  | DHfK Leipzig Sparkassen Achter | 3  | 1  | 4  | 7  | 1  | 16     |

#### Legende
| Farbe | Qualifikation                                                |
| ----- | ------------------------------------------------------------ |
|       | Aufstieg in die 1. Ruder-Bundesliga, ROWING Champions League |
|       | Aufstieg in die 1. Ruder-Bundesliga                          |
| (A)   | Absteiger der letzten Saison                                 |